# Whataya Want from Me
Whataya Want From Me är en låt som Adam Lambert spelat in. I maj 2010 hade låten sålts i över 1 251 000 exemplar i USA. Låtskrivare är Shellback, Pink och Max Martin.